# Členica
Člénica je jezikoslovni izraz z več pomeni:
- nekoč sopomenka za členek[1]
- skupno ime za nepregibne besedne vrste razen medmeta (prislovi, vezniki in predlogi)[1]
- nepregibna beseda ali del besede s slovničnim pomenom, zlasti kot sestavina sklopa[2] (Slovar slovenskega knjižnega jezika v drugi izdaji tako opredeli gesla bi /to bi bilo krivično/, koli /v primerih, kot je: naj gre, kamor že koli/ , le /v pisavi z vezajem: le-ta, le-tam  ali v sklopu s kazalnimi zaimki ali prislovi: edinole, tamle/ ...)[2]